# کرم لوله‌ای ریشه‌گرهی
کرم لوله‌ای ریشه‌گرهی (به انگلیسی: Root-knot nematode) گیاه انگل‌های کرم لوله‌ای از سرده Meloidogyne هستند. این انگل از نماتد های گیاهی است. محل زندگی آن‌ها خاک مناطق نسبتاً گرم با زمستان کوتاه است. در حدود ۲۰۰۰ گیاه مستعد عفونت با کرم لوله‌ای ریشه گرهی هستند و این انگل باعث از بین رفتن در حدود ۵ درصد از محصولات کشاورزی است. لارو کرم لوله‌ای ریشه گرهی باعث عفونت ریشه و باعث به وجود آمدن گال در ریشه می‌شوند.

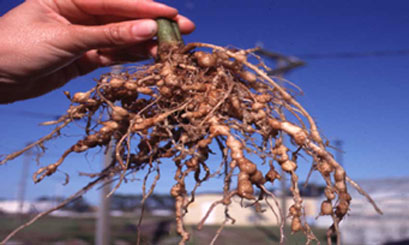
گال ایجاد شده در ریشه در اثر عفونت با کرم لوله‌ای ریشه گرهی

این کرم لوله‌ای مهم‌ترین کرم لوله‌ای انگل گیاهی است که بیشترین خسارت را به انواع محصولات زراعی و باغی وارد می‌کند و شاید بتوان گفت هیچ گیاهی نیست تا از آلودگی و حملهٔ این کرم لوله‌ای مصون باشد.
اولین بار در سال ۱۸۵۵ توسط برکلی (به انگلیسی: Berkeley) در گلخانه‌ای در انگلستان روی ریشه‌های خیار مشاهده شد و در ایران روی ۱۹ تیرهٔ گیاهی ازجمله: گوجه فرنگی، سیب زمینی، چغندر قند و انواع کدو از مهم‌ترین میزبان‌های این کرم لوله‌ای هستند.
کرم لوله‌ای نر کرمی شکل و کرم لوله‌ای ماده گلابی شکل است که کرم لوله‌ای ماده پس از جفت‌گیری یا حتی بدون جفت‌گیری با کرم لوله‌ای نر، تولید تخم می‌کند و تخم‌ها را در داخل یک کیسه ژلاتینی به منظور محافظت قرار می‌دهد. تخم‌ها ممکن است همگی یا بعضی از آن‌ها در داخل یا خارج بافت‌های ریشه گذاشته شوند و به همین صورت زمستان‌گذرانی می‌کنند و سپس در فصل بهار این تخم‌ها شکسته شده و لارو سن دوم آن‌ها به گیاه میزبان حمله می‌کند.

## علائم بیماری
علائم بیماری ناشی از این کرم لوله‌ای، بیشتر روی ریشه‌ها ظاهر می‌شود که علائم به صورت گره، گره شدن، و برجستگی‌های گره مانند وپوسیدگی خشک ظاهر می‌شود که در گیاهان جوان ممکن است منجر به مرگ آن‌ها شود و در گیاهان مسن به صورت کوتولگی، کاهش رشد، زردی گیاه و گاهی پژمردگی گیاه در ساعات گرم روز می‌باشد.
مهمترین نشانه وجود نماتد زوال تدریجی درخت است اما چون این زوال می تواند به واسطه سایر عوامل نیز ایجاد گردد بنابراین نمیتواند به طور قطعی مشخص کننده وجود نماتد در روی گیاه به عنوان یک آفت باشد. در ایجاد زوال سایز برگ ها و میوه ها کوچکتر شده، برگ ‌ها زرد رنگ و یا رنگ پریده می شوند و ممکن است پیچ بخورند، سرخشکیدگی نیز می تواند اتفاق بیفتد. برای بررسی دقیق تر این آفت بایستی حتما ریشه ها باز و مشاهده شوند.

ریشه های آلوده به نماتد معمول ضخیم تر و تیره تر از ریشه های سالم هستند و با بررسی میکروسکوپی میتوان بدن متورم شده نماتدهای ماده و یا ماده ژلاتینی روی سطح ریشه را مشاهده کرد. ضمنان به دلیل همین ماده ژلاتینی معمولا در ریشه های آلوده خاک به سطح ریشه چسبیده و به راحتی تمیز نمی شوند.

## گیاهان هدف
نماتد ریشه گرهی تاکنون بر گیاهان گوجه فرنگی، خیار، نخود،انواع سیاه درخت، انار و ... مشاهده شده است.

## پیشگیری و کنترل
- در ایران با استفاده از ترکیبی به نام نماکوب آن را کنترل می کنند.
- بهترین روش استفاده از ارقام مقاوم می‌باشد.
- اقدامات زراعی مانند دادن یخ آب زمستانه، کاشت زودتر از موعد و آفتابدهی خاک و ضدعفونی خاک
- استفاده ازبرخی قارچ‌ها و باکتری‌ها در کنترل بیولوژیکی این کرم لوله‌ای مؤثر بوده‌اند.
- استفاده از کرم لوله‌ای‌کش‌ها در حین کاشت یا افزودن به پای بوته نیز مؤثر می‌باشد.
- اخیراً به‌طور آزمایشی، گرانول Avermectins که آنتی بیوتیکی است مترشح Streptomyces avermitilis نیز بکار برده شده و مؤثر بوده‌است.
- ترشحات ریشهٔ بعضی از گیاهان مانند گل جعفری خاصیت کرم لوله‌ای‌کشی دارد و کاشت این گیاه باعث پائین آوردن جمعیت کرم لوله‌ای در خاک می‌شود.[۲]

## برابرهای انگلیسی
1. ↑  Egg sac